# Fortalezas del Antiguo Egipto en Nubia

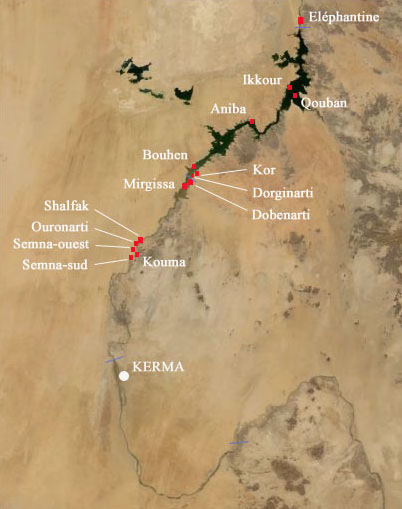
Posiciones de las fortalezas nubias en el Antiguo Egipto.

Las fortalezas del Antiguo Egipto en Nubia se refieren a las construcciones en la Baja Nubia de varias fortalezas siguiendo el curso del río Nilo especialmente en la zona de la segunda cascada. La edificación de estos recintos tuvo lugar sobre todo durante el Imperio Medio, y se reconstruyeron y ampliaron durante el Imperio Nuevo. En total, según un papiro del Imperio Medio, había diecisiete fortalezas, pero únicamente catorce de ellas se han podido identificar. Estas fortalezas son, aparte de las de los oasis y de las del Camino de Horus (el Delta del Nilo), las únicas muestras de este tipo en la arquitectura del Antiguo Egipto.

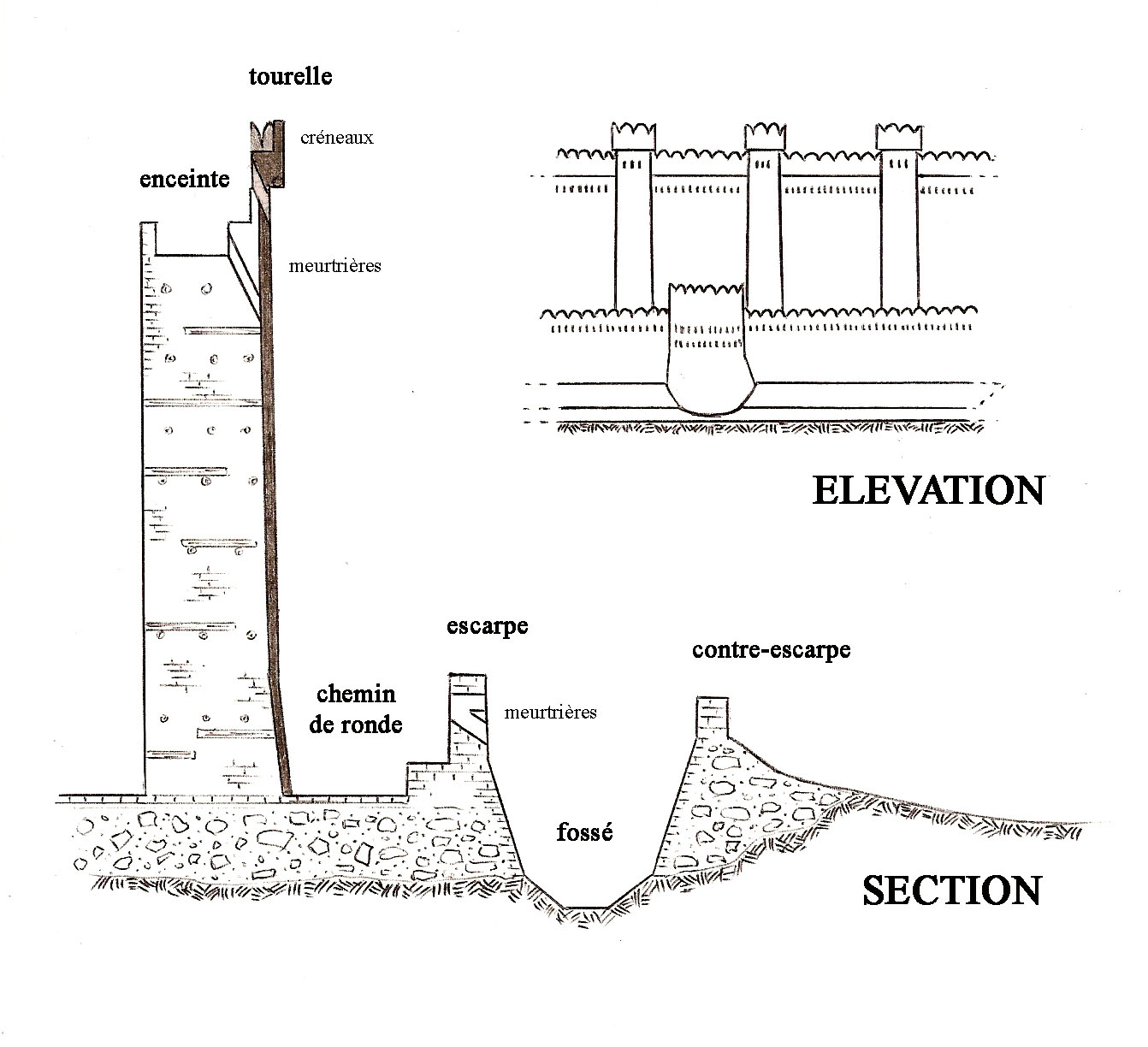
Sección de las murallas de las fortalezas nubias.

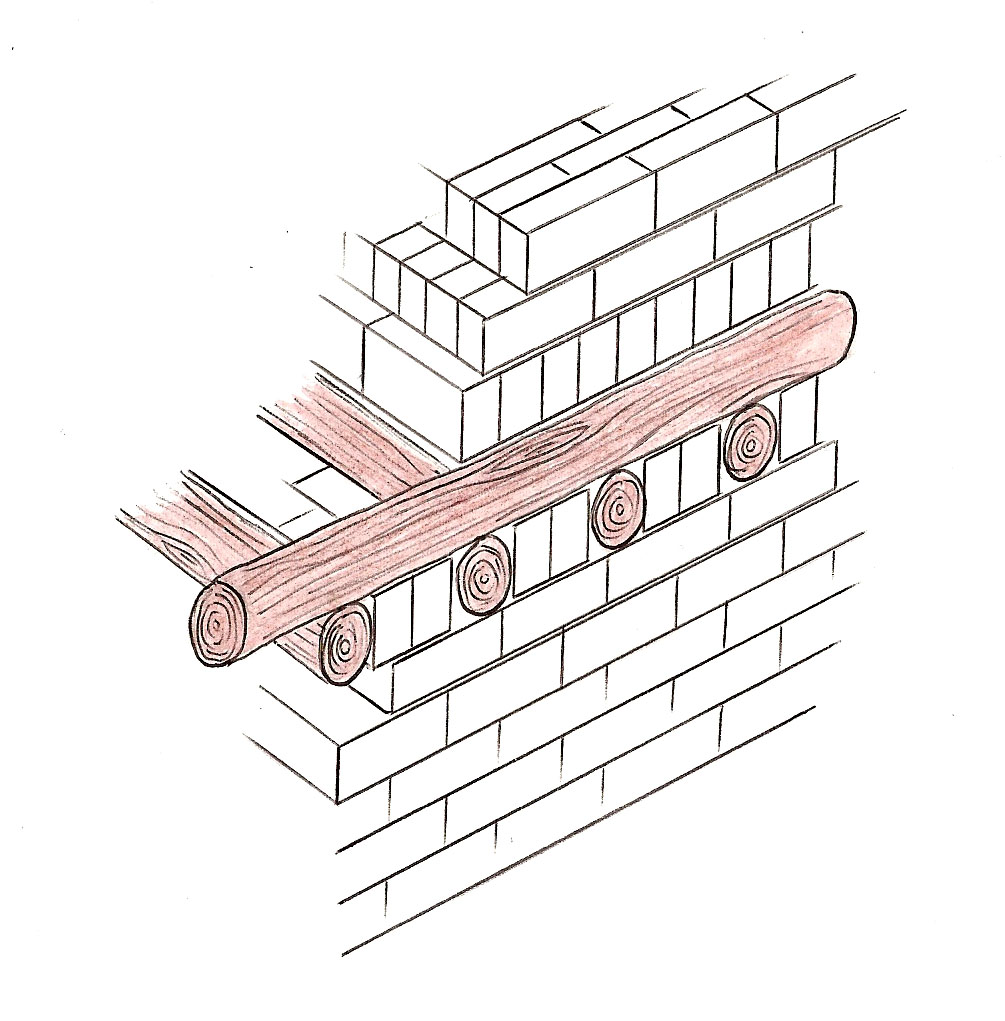
Detalle de la construcción.

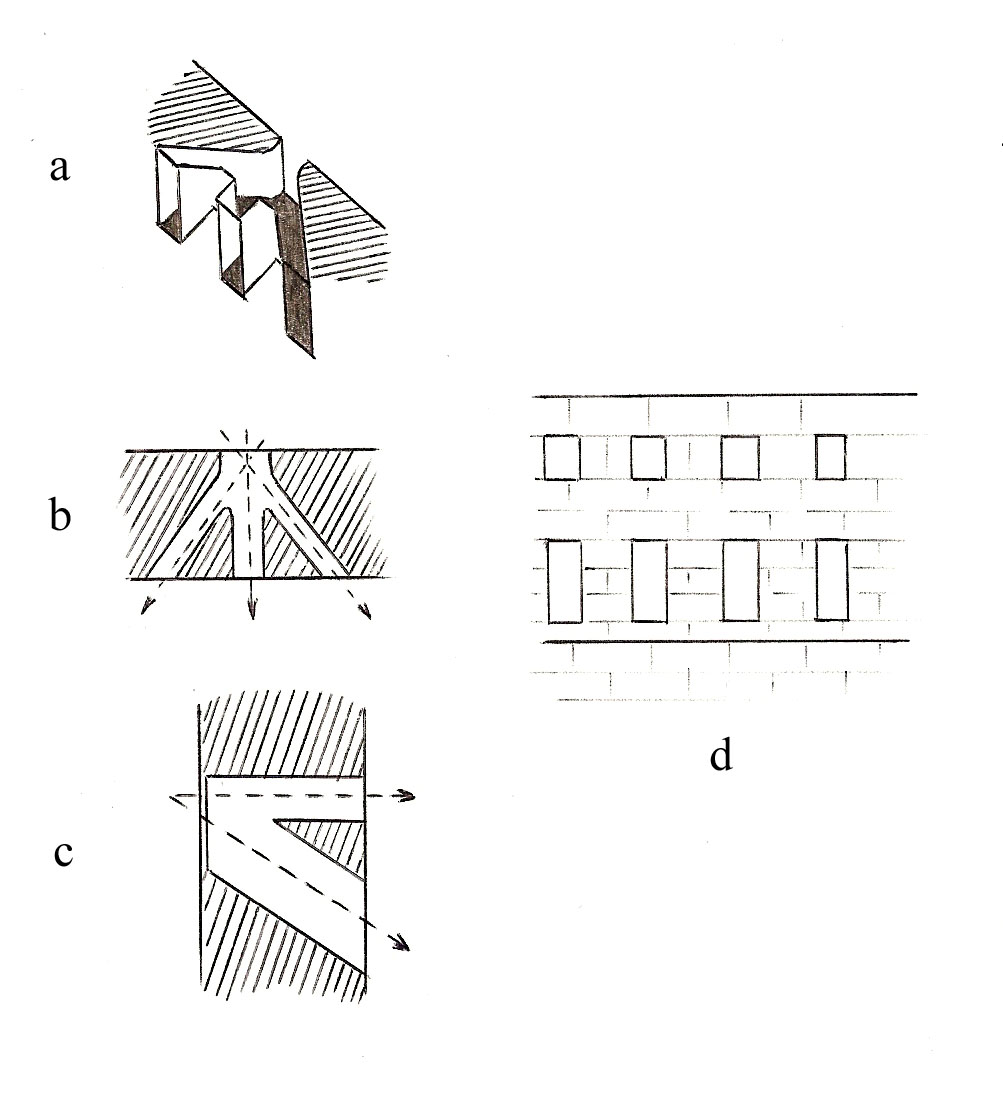
Estructura de las troneras.

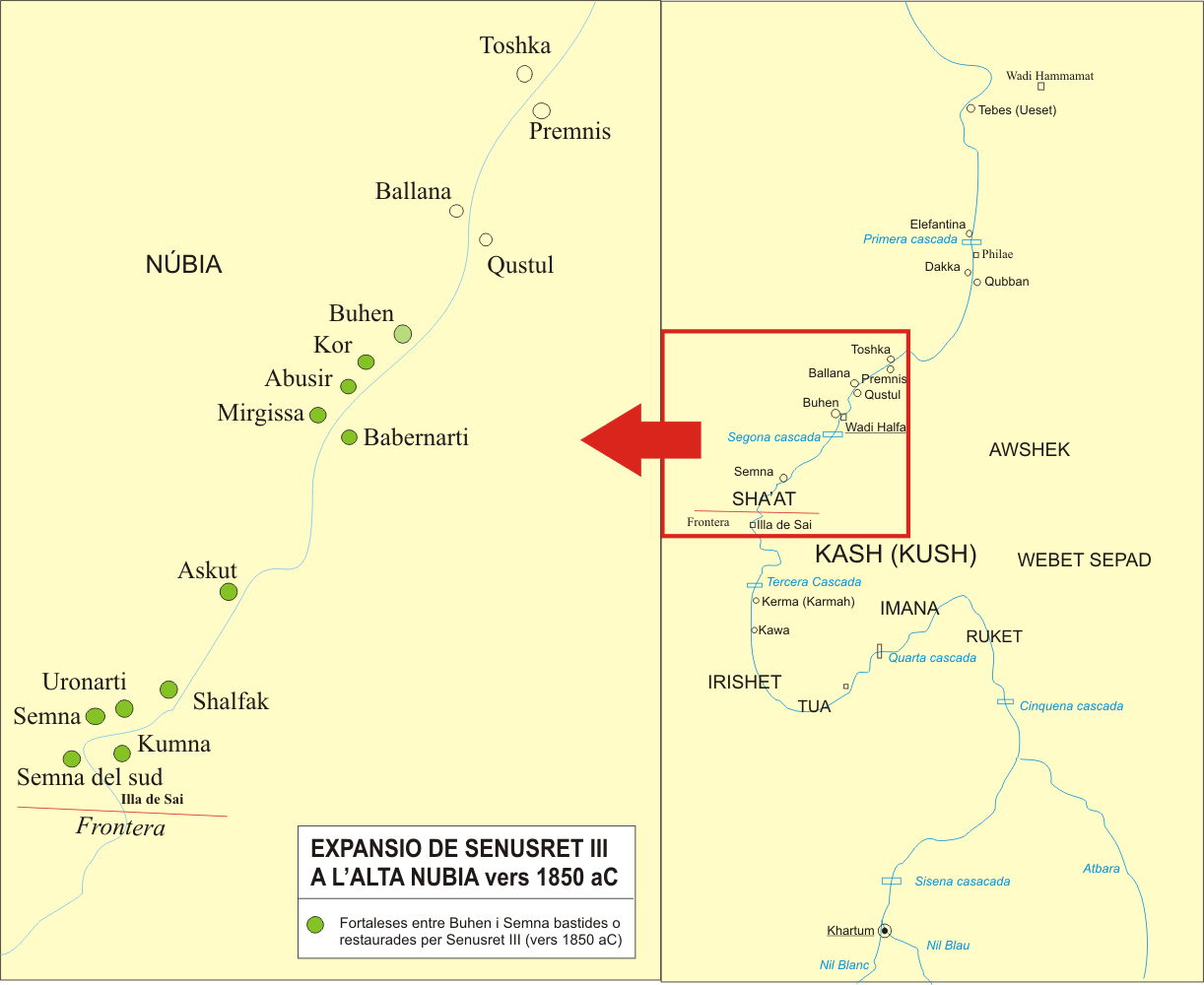
Las conquistas de Sesostris III en Nubia y las fortalezas en el sur de Buhen hasta Semna.

## Historia
La aparición de entidades políticas en la frontera sur obligó a Egipto a construir o ampliar varias fortalezas situadas entre la primera y la segunda cascadas y enviar tropas. La antigua Nubia, un reino poco estudiado hasta hace pocos años, era probablemente un imperio que fue capaz de plantar cara en el Egipto faraónico. Los reyes nubios llegaron a controlar todo el Reino de Kush y Egipto durante un siglo en época de la dinastía XXV (Tercer Período Intermedio). A finales del Segundo Período Intermedio y a principios del Imperio Nuevo, Egipto tenía problemas con sus vecinos. Las importaciones nubias tenían una gran importancia para las clases altas de Egipto, recibían mercancías como el oro, el marfil, piedra de gran calidad de las canteras y las pieles de animales del sur. Para garantizar la llegada de estas mercancías y pacificar la frontera hubo varias incursiones egipcias en territorio cusita, de las que queda constancia en varias inscripciones en la frontera sur y en la construcción y mejora de las fortalezas nubias. Un hecho similar había ocurrido ya durante el Imperio Medio, protagonizado sobre todo por Sesostris I y Sesostris III (dinastía XII).
Sesostris III hizo renovar el canal de la primera cascada, en la zona de la actual Asuán, y colocó en Semna varias estelas de los límites o estelas fronterizas que prohibía la entrada al país a los nubios que no vinieran a comerciar, una de las inscripciones estaba en una estatua del faraón desaparecida.

He creado mi frontera, después de navegar más al sur que mis padres. He ampliado lo que se me legó.— Sesostris III, Semna.

## Función
Aparte de la función militar, las fortalezas nubias del Imperio Medio también servían como centro de almacenamiento y de distribución de diversos materiales, como los bloques de piedra que se cortaban en las canteras de la zona, y que se utilizaban para la construcción de las pirámides, y las mercancías valiosas como el oro, que se debían mantener seguras. Además, también querían garantizar el suministro de agua y el control sobre las nuevas zonas conquistadas, por todos estos motivos también hicieron las obras necesarias para hacer navegable este tramo del río Nilo hasta Semna —el tramo entre la primera y la segunda cascadas—.

## Onomasticon
En la parte posterior del Ramesseum ( Tebas Oeste ), bajo los almacenes del templo, William Matthew Flinders Petrie y James Edward Quibell encontraron en 1896 una tumba del Imperio Medio que contenía varios papiros, entre ellos estaba el Onomasticon del Ramesseum, que habla de 14 fortalezas existentes hacia el 1700 a. C. Estas fortalezas estaban situadas entre el norte de la actual Sudán y el sur de Egipto (Nubia).

## Campaña internacional de la UNESCO
Debido a la construcción de la gran presa de Asuán y a la inundación de la zona bajo las aguas del Lago Nasser (también llamado Lago Nubia al Sudán) durante los años sesenta del siglo XX, se realizaron excavaciones en el marco de la campaña internacional Nubia, bajo los auspicios de la UNESCO. Las más destacadas fueron las dirigidas por Walter Emery en Buhen y las dirigidas por Jean Vercoutter a Mirgissa. La campaña de excavaciones duró unos tres años. La mayoría de estas fortalezas están el fondo del gran lago.
El nubiólogo Derek Welsby del Museo Británico descubrió hacia el 2004 que Uronarti y Shalfak, dos de las fortalezas nubias que estaban situadas en lugares elevados, habían «sobrevivido» sorprendentemente a la inundación del lago. En el 2012 dos especialistas, Laurel Bestock de la Universidad de Brown y Christian Knoblauch de la Universidad de Viena, iniciaron una campaña de excavaciones en Uronarti. Los primeros resultados indican que los asentamientos de la época en la zona no únicamente estaban dentro de la fortaleza. También se han encontrado restos de un muro que había quedado enterrado por el lago artificial, pero que todavía se puede estudiar.

## Lista de las fortalezas
Relación de las fortalezas del norte al sur con el nombre original egipcio —(según el 
Onomasticon).
| Ba15 | D33 · N35 | Ba15a | ? | P1 |

| Ba15 | D33 · N35 | Ba15a | ? | P1 |

| HASH | HASH | ? |

| HASH | HASH | ? |

| HASH | R11 | HASH |

| HASH | R11 | HASH |

| Ba15 | U23 | Ba15a | D58 | Z7 | W7 · N25 |

| Ba15 | U23 | Ba15a | D58 | Z7 | W7 · N25 |

| O34 · N35 | G14 | X1 · N25 |

| O34 · N35 | G14 | X1 · N25 |

| Ba15 | O1 · N35 | Ba15a | G29 · V31 | M17 | N25 |

| Ba15 | O1 · N35 | Ba15a | G29 · V31 | M17 | N25 |

| Ba15 | W24 | Z7 | Ba15a | G17 | HASH · D36 | G1 | G17 | N25 |

| Ba15 | W24 | Z7 | Ba15a | G17 | HASH · D36 | G1 | G17 | N25 |

| Ba15 | Y5 · N35 | Ba15a | U35 | A24 | G17 | U28 | G1 | Z7 | T14 | A1 | A14A · Z2 |

| Ba15 | Y5 · N35 | Ba15a | U35 | A24 | G17 | U28 | G1 | Z7 | T14 | A1 | A14A · Z2 |

| Ba15 | O1 · N35 | Ba15a | M17 | K1 · N35 | N29 | D32 · D36 | N16 · N16 |

| Ba15 | O1 · N35 | Ba15a | M17 | K1 · N35 | N29 | D32 · D36 | N16 · N16 |

| Ba15 | W24 | Z7 | Ba15a | D58 | Z7 | O4 | N35 · N25 |

| Ba15 | W24 | Z7 | Ba15a | D58 | Z7 | O4 | N35 · N25 |

| Ba15 | Y5 · N35 | Ba15a | M17 | A2 | N29 · N35 | N25 |

| Ba15 | Y5 · N35 | Ba15a | M17 | A2 | N29 · N35 | N25 |

| D46 · D21 | A24 | Z7 | G4 | Ba15 | T14 | Ba15a | A1 · Z2 |

| D46 · D21 | A24 | Z7 | G4 | Ba15 | T14 | Ba15a | A1 · Z2 |

| G43 | D36 · I9 | A24 | N25 · X1 · Ba15 · Z2 · Ba15a |

| G43 | D36 · I9 | A24 | N25 · X1 · Ba15 · Z2 · Ba15a |

| U35 | A24 | O28 | Z1 · Z2 | T14 | A1 | A14A · Z2 |

| U35 | A24 | O28 | Z1 · Z2 | T14 | A1 | A14A · Z2 |

| Ba15 | O1 · N35 | Ba15a | M17 | X1 · N35 | W24 | Z7 | ? | T14 | A1 | A14A · Z2 |

| Ba15 | O1 · N35 | Ba15a | M17 | X1 · N35 | W24 | Z7 | ? | T14 | A1 | A14A · Z2 |

|          |         |
| \| \| \| |         |
|          |         |
| ra · xa  | kA · Z2 |

| ra · xa | kA · Z2 |

|          |         |
| \| \| \| |         |
|          |         |
| ra · xa  | kA · Z2 |

| ra · xa | kA · Z2 |

|          |         |
| \| \| \| |         |
|          |         |
| ra · xa  | kA · Z2 |

| ra · xa | kA · Z2 |

|          |         |
| \| \| \| |         |
|          |         |
| ra · xa  | kA · Z2 |

| ra · xa | kA · Z2 |

| Ba15 | Y5 · N35 | Ba15a | T12 | A24 | ? |

| Ba15 | Y5 · N35 | Ba15a | T12 | A24 | ? |